# Braunschwende
Braunschwende is een ortsteil van de Duitse gemeente Mansfeld in de deelstaat Saksen-Anhalt. Het dorp ligt aan de oostelijke Harzrand, circa 25 kilometer ten noorden van Sangerhausen. Tot 6 maart 2009 was Braunschwende een zelfstandige gemeente.